# قشلاق ولة درة حاج مين باشي سفلي
قشلاق ولة درة حاج‌ مين‌ باشي سفلي هي قرية في مقاطعة كليبر، إيران. عدد سكان هذه القرية هو 33 في سنة 2006.